# Aeroportul Tuba City
Aeroportul Tuba City (IATA: TBC, FAA LID: T03) este un aeroport din Arizona, Statele Unite ale Americii ce deservește zona Tuba City⁠(d). A fost numit după zona deservită.
Situat la o altitudine de 1.376 m, aeroportul dispune de 1 pistă.

## Infrastructură

### Piste
Aeroportul dispune de o singură pistă. Pista 15/33 are suprafața de asfalt și dimensiunile 6.230 picioare × 75 picioare. 